# Лора Ешлі
Лора Ешлі (англ. Laura Ashley; (7 вересня 1925 , Dowlaisd, Мертір-Тідвіл, Уельс  — 17 вересня 1985 , Ковентрі, Велика Британія ) — засновниця бренду Laura Ashley, англійська дизайнер одягу, інтер'єру, предметів домашнього побуту.

## Життєпис
Народилася в Уельсі в 1925 році. До 13 років мешкала з батьками в Лондоні. Під час війни, у 1942 році  батьки відправили Лору до бабусі в Уельс. Місць у звичайній школі не було, тому дівчинка закінчила школу секретарів.
До кінця війни служила у ВМС Великої Британії. Під час служби в одному з клубів Лондону познайомилася з молодим інженером Бернардом Ешлі. Після війни Бернарда відправили в Індію, Лора почала працювати секретарем у Національній Федерації Жіночих Інститутів (Лондон). У 1949 році закохані одружилися.
У 1953 році Лора залишила роботу й почала займатися рукоділлям: серветки, скатертини, покривала, хустки, фартухи  з чарівними  візерунками епохи королеви Вікторії. Чоловік також залишив роботу, щоб зайнятися сімейним бізнесом. 1954 – родина Ешлі зареєструвала власну торгову марку й переїхала до Уельсу, де відбулося становлення майстрів. Відкрився перший магазин у Лондоні (1968), у Сан-Франциско, США (1974), у Нью-Йорку (1977).
У 1975 році оборот компанії виріс до 5 млн.фунтів. Маленька сімейна справа, що починалася на кухні, перетворилася у стиль життя цілої епохи. Через десять років фірма мала вже 220 магазинів у 12 країнах світу.
1979 року Лора й Бернард переїхали в південну Францію. Часто приїжджали в Англію, гостювали в дітей. Під час приїзду до доньки, у 1985 році, Лора перечепилася й упала зі сходів. Через десять днів вона померла від геморагічного інсульту.

### Родина
Лора й Бернард були щасливою парою. Вони доповнювали один одного не тільки в бізнесі, але й у родині. У них було четверо дітей, які виросли чудовими людьми й свого часу продовжили справу батьків. Старший син Девід займається бізнесом, донька Джейн — фотограф компанії, молодші діти Емма і Найк — дизайнери компанії.
1970 року Ешлі купили будинок у Франції, яка зачарувала подружжя ще за часи весільної подорожі. Потім — яхту, літак, замок у Пікардії, будинок у Брюсселі, віллу на Багамських островах.
У 1987 році сер Бернард заснував фонд імені Лори Ешлі, щоб допомогти молодим талантам реалізувати свої можливості.
У 2009 році сер Бернард помер від раку, переживши свою талановиту дружину на 24 роки.

## Особливості стилю Лори Ешлі
Стиль Ешлі кардинально відрізнявся від того, що тоді пропонували дизайнери Франції та Італії, але успіх його був неперевершений. Цей унікальний стиль гармонійно поєднався спочатку з 1960-ми роками, з орієнтацією на моду для молодих, а потім з 1970-ми, хіпі-стилем. Це був ніжний, романтичний, простий, одночасно чарівний стиль, що нагадував Британію минулих століть. Як сад весною в англійському селищі: нічого яскравого та гламурного, тільки ніжність і зворушливість.
Нові відтінки, незвичайне поєднання кольорів, використання різних тканин: спочатку бавовна, потім вовна, креп, оксамит, вельвет, джерсі, шовк. Витончені, легкі сукні з бавовни, з квітковими візерунками, сукні-футляри прямого силуету, сукні з мережива, «чоловічі» сорочки, спідниці з креп-шифону та креп-сатину; вовна з геометричними малюнками — Лора Ешлі зуміла захопити модниць і створити моду.

## Цікаві факти
Ідея створення сімейного бізнесу належить серу Бернарду, який планував зайнятися літературою й тому запропонував дружині очолити справу.
Лора Ешлі не мала спеціальної освіти. Ідеї майбутніх колекцій черпала в Національному музеї. У музеї Вікторії та Альберта вивчала старовинні гравюри, у бібліотека — техніку розпису тканин.
Друге джерело творчості — візерунки, які створювала бабуся на серветках, рушниках, полотні. Англійська національна культура знайшла продовження в роботах родини Ешлі.
Перший шедевр майбутніх Home Collection на кухонному столі — клаптикова ковдра.
На створення першої тканини бренду (розпис, квіткове зображення) пішло 10 фунтів — це був перший крупний вклад: на саму тканину та покрашення.
Протягом шести років родина мешкала на горищі магазину. Грошей від сімейного бізнесу на купівлю будинку не вистачало, але вони були впевнені в успіху. Бернард відповідав за технічну частину процесу, його дружина — придумувала візерунки, удень торгувала в магазині.
Новий бренд — хустки з візерунками у вигляді афіш та об'яв часів королеви Вікторії — з'явився після перегляду фільму «Римські канікули» з чарівною Одрі Хепберн, яка носила такі хустки.
Laura Ashley — улюблений дизайнер британців. Шанувальницею Лори Ешлі була Діана, принцеса Уельська. На чай до родини Ешлі приїжджала Маргарет Тетчер.
Лора Ешлі написала дві книги про дизайн інтер’єру, декоруванню будинку, які стали настільними книгами для багатьох британських господинь: «Fabric of Society: A Century of People and Their Clothes 1770—1870», «A House in the Cotswolds». До книги «The Laura Ashley Book of Home Decorating» дизайнер написала передмову.
Творчості Лори Ешлі (Laura Ashley) присвячені такі книги: «Fashion and Reality» (1963), «Fashion from Ancient Egypt to the Present Day» (1965), «Fashion in the Sixties» (1978) та «The Fashion Makers» (1978).
З нагоди 60-річчя британського бренду у 2013 році в Музеї моди в англійському місті Бат (Англія) було відкрито виставку «Laura Ashley: Романтична героїня», присвячену легендарному дизайнеру Лорі Ешлі.

## Історія бренду Laura Ashley в Україні
1997 року, улітку — відкритий перший український магазин з вивіскою «Laura Ashley» на Подолі (Київ). Архітектура цієї історичної частини міста чимось нагадує Англію.
ХХІ століття — мережа магазинів у різних регіонах країни (8).
З 2009 року відкрито Internet-магазин, який працює по всій території України.